# Планинско орехче
Планинското орехче (Troglodytes solstitialis) е вид птица от семейство Troglodytidae.

## Разпространение
Видът е разпространен в Аржентина, Боливия, Венецуела, Еквадор, Колумбия и Перу.